# Esteban Valenzuela
Esteban Manuel Valenzuela Van Treek (Rancagua, 12 de marzo de 1964) es un periodista, escritor, politólogo, historiador y político chileno, miembro fundador del partido Federación Regionalista Verde Social (FRVS), del cual ejerció como vicepresidente hasta el 2022. Desde el 11 de marzo de 2022 hasta el 20 de agosto de 2025 se desempeñó como ministro de Agricultura bajo el gobierno del presidente Gabriel Boric.
Ejerció como alcalde de la comuna de Rancagua entre 1992 y 1996. Luego, como militante del Partido por la Democracia, fungió como diputado de la República en representación del antiguo distrito n.º 32 durante dos periodos consecutivos, desde 2002 hasta 2010.

## Familia y estudios
Nació el 12 de marzo de 1964, en Rancagua, hijo de Darío Valenzuela Carreño y Erna Van Treek Carrasco. Es hermano de Darío Valenzuela, quién fuera alcalde de la Municipalidad de Rancagua entre 1996 y 2000.
Realizó sus estudios primarios en Rancagua, en la Escuela Pública República Argentina y Escuela Superior de Hombres N.° 1. Continuó sus estudios secundarios en el Instituto O'Higgins de los Hermanos Maristas, desde donde egresó en 1981.
Entre 1985 y 1991, estudió en la Escuela de Periodismo de la Pontificia Universidad Católica de Chile (PUC), donde obtuvo el título correspondiente. Posteriormente, cursó un magíster en ciencia política en la misma casa de estudios y obtuvo el grado de politología. También, cursó un magíster en desarrollo y gestión pública en la Universidad de Wisconsin en Estados Unidos, entre 1996 y 1998.
Se diplomó en comunicación para la Acción con Fernando Flores, en el curso de perfeccionamiento «REDCOM» y en Planificación Estratégica Situacional con Carlos Matus y la Fundación Friedrich Ebert de Alemania.
En 2011 obtuvo el grado de doctor en historia contemporánea, en la Universidad de Valencia, España, con la tesis titulada: Cristianismo, revolución y renovación en Chile. El Movimiento de Acción Popular Unitaria (MAPU) 1969-1989.
Está casado con la psicóloga Alejandra Pallamar Azúa, con quien es padre de tres hijos: Amanda, Gregorio y Joaquín.

## Trayectoria profesional
En el ámbito profesional, se desempeñó como jefe de comunicaciones en el Centro de Asesoría Laboral (CEDAL). También, fue periodista colaborador del diario Fortín Mapocho, miembro del consejo de la revista Mensaje, y cofundador del diario virtual El Rancahuaso.
Por otra parte, fue gerente y asesor de la Corporación Pro O'Higgins; miembro de la Junta Directiva y profesor de las universidades de Rancagua, ARCIS y Diego Portales.  Además se desempeñó también, entre 2012 y 2018 como profesor universitario en la Universidad Alberto Hurtado, en ése período fue director del Departamento de Ciencia Política y Relaciones Internacionales (Hoy Departamento de Política y Gobierno) de dicha Universidad.
Colaboró en el Programa Chile 2000, en la Fundación Ideas, junto a Francisco Estévez Valencia. Fue asesor de la Corporación Técnica Alemana (GTZ) en el Programa de Mejoramiento de Gestión Pública para República Dominicana y Colombia.
Junto a Gastón Rojas, formó el Instituto CRECES Capacitación Ltda., donde se desempeñó como consultor. Además, trabajó en la Fundación Friedrich Ebert, en el área de medio ambiente y desarrollo local.
Ganó el concurso literario de ensayos sobre la historia de Rancagua de la Cámara de Comercio, y el de cuentos, organizado por el Sindicato Sewell y Minas. Actualmente, colabora con el diario El Mostrador y es escritor de ensayos, novelas y libros de historia contemporánea.

## Trayectoria política

### Inicios
Inició su actividad política como coordinador de la Pastoral Juvenil, durante la dictadura militar del general Augusto Pinochet. En 1980, fue detenido por primera vez, por promocionar el encuentro Canto y Verdad. Durante su época universitaria fue delegado de curso, presidente del Centro de Alumnos y en 1985, vicepresidente de la primera Federación de Estudiantes de la Universidad Católica (FEUC) electa democráticamente. En esta época, fue detenido en cinco oportunidades por encabezar protestas pacíficas permaneciendo preso en la Penitenciaría de Santiago.
Fue presidente de la Juventud del Movimiento de Acción Popular Unitaria (MAPU) y miembro de su Comisión Política. También, fue vicepresidente de la Unión de Juventudes por el Socialismo (UJS). Para el plebiscito nacional de 1988 se desempeñó como subcoordinador nacional del «Comando Juvenil por el NO». En 1987, participó en el grupo de fundadores del Partido por la Democracia (PPD), colectividad de la que fue secretario general en el año 2000.

### Alcalde de Rancagua
Su primer cargo público elegido democráticamente fue el de alcalde de Rancagua, responsabilidad que ejerció entre 1992 y 1996, y que asumió como tal a la edad de 28 años. Formó parte de la fundación de la Asociación Chilena de Municipalidades (AChM) en 1993. Durante su gestión se abocó a resolver déficits de infraestructura de sectores rurales y populares; problemas de agua potable, alumbrado, pavimento y áreas verdes; y a dotar de adelantos modernizadores para la ciudad como la apertura de vías, del rodoviario, y del Paseo Independencia.

### Diputado (2002-2010)

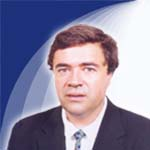
Foto oficial como diputado (circa 2001).

En las elecciones parlamentarias de 2001 fue elegido como diputado por el distrito n.º 32 (correspondiente a la comuna de Rancagua), para el período legislativo 2002-2006. Integró las comisiones permanentes de Minería y Energía; y de Gobierno Interior, Regionalización, Planificación y Desarrollo Social. Participó en la Comisión Especial sobre la Situación Tributaria de la Minería Privada.
En las elecciones parlamentarias de 2005 fue reelecto como diputado con la primera mayoría. En el periodo 2006-2010 integró las comisiones permanentes de Minería y Energía, de Gobierno Interior, Regionalización, Planificación y Desarrollo Social, y de Ciencia y Tecnología; junto con las comisiones especiales sobre Zonas Extremas, y de Estudio del Régimen Político Chileno.  También coordinó la bancada parlamentaria Regionalista.
En enero de 2007 renunció al PPD para integrarse al entonces movimiento ChilePrimero, creado por el senador Fernando Flores, quien había creado un grupo de disidencia en el partido, en donde también estaba el diputado Jorge Schaulsohn. Sin embargo, tras casi dos años de militancia en la colectividad, Valenzuela decidió renunciar dado que Flores comprometió el apoyo de ChilePrimero a la candidatura presidencial del derechista Sebastián Piñera.
Luego se unió a la bancada de los diputados «díscolos» del Partido Socialista (PS), también conformada por Marco Enríquez-Ominami y Álvaro Escobar. En 2008 fue de los diputados que encabezaron el ingreso del proyecto de la Ley amor de papá al Congreso Nacional. En 2009 apoyó la candidatura presidencial de Enríquez-Ominami, y buscó la reelección en la lista parlamentaria Nueva Mayoría para Chile, sin embargo perdió ante el candidato socialista Juan Luis Castro.

### Actividades entre 2010 y 2017
Entre 2010 y 2013 vivió en Guatemala, donde trabajó junto a comunidades mayas.
Tras su regreso a Chile, se reencontró con sus antiguos aliados políticos de la Concertación (reemplazada por el pacto Nueva Mayoría), formando parte del equipo técnico de la candidata presidencial Michelle Bachelet. Fue jefe de campaña en lo territorial y luego presidente (en 2014) de la «Comisión Asesora Presidencial para la Descentralización y Desarrollo Regional» durante el segundo gobierno de Bachelet. El trabajo de la Comisión permitió el avance en autonomía y poder para buscar la equidad y el desarrollo fraterno y ambiental en todos los territorios.
Posteriormente ejerció como independiente de izquierda verde regionalista en el grupo Los Federales. En mayo de 2017 firmó como militante de la Federación Regionalista Verde Social (FRVS), siendo su vicepresidente; y se presentó como candidato a consejero regional de O'Higgins por la Circunscripción Provincial Cachapoal 1 en las elecciones de noviembre de ese año, sin resultar electo. En 2021 fue elegido consejero regional por la circunscripción provincial Cachapoal II (todas sus comunas excepto Rancagua), por el período 2022-2025. Por su nombramiento como ministro no ocupó el cargo efectivamente, aunque lo ostentó por cuatro días hasta la aceptación de su renuncia el 15 de marzo de 2022.
Paralelamente, ha sido columnista de El Mostrador, El Rancagüino, El Rancahuaso y El Tipógrafo, y ha participado en programas en La Red y las radios La Clave y Futuro.

### Ministro de Agricultura (2022-2025)
El 21 de enero de 2022, el entonces presidente electo Gabriel Boric lo nombró como nuevo ministro de Agricultura cargo que asumió el 11 de marzo de 2022, con el inicio formal de la administración. Su nombramiento fue cuestionado por la diputada de su partido FRVS, Alejandra Sepúlveda quién aseguró que "no reúne las condiciones técnicas necesarias" para ocupar ese puesto.
El 20 de agosto de 2022, el presidente Boric le pidió la renuncia a su cargo de ministro, tras el descuelgue de su partido (FRVS) del pacto electoral del oficialismo para las elecciones parlamentarias de ese año.

## Controversias

### Acusaciones contra productor de paltas y violación de morada
En 2020, fue condenado por la justicia chilena por injurias, debido a acusaciones que realizó contra un productor de paltas de Peumo, Región de O'Higgins, donde lo acusó a través de diferentes redes sociales de Internet de «delincuente», además de «ser parte de una mafia», comparando su predio agrícola con un «campo de concentración» y acusar una presunta tala ilegal de bosque nativo, como también del presunto delito de lesiones por baleo a perdigones, entre otros. Dichas acusaciones no pudieron ser demostradas en tribunales ni por él ni por su defensa, por lo que fue sentenciado por el Juzgado de Letras y Garantía de Peumo con una multa de 10 unidades tributarias mensuales y la pena de 21 días de prisión en su grado medio.
El 22 de marzo de 2022, deberá presentarse junto a su abogado defensor ante el 1° Juzgado de Letras y Garantía de Peumo para enfrentar una causa penal en la cual tiene calidad de imputado por el delito de violación de morada. Esta situación se inició en julio de 2020, cuando el dueño de la sociedad Agrícola Tralcán SpA, presentó una querella en su contra invocando este ilícito, además de acusar intimidación. El realizó un ingreso “irregular y no permitido al camino aledaño al predio” de la agrícola, encontrándose en el acto con un cuidador del lugar, produciéndose un altercado.
Al respecto, el FRVS emitió una declaración pública expresando su apoyo a Valenzuela frente a lo que indicaron que sería una campaña para «obstaculizar el arribo de un defensor del ambiente al Ministerio de Agricultura», clarificando que él concurrió a dicho lugar, «en su rol como presidente de la ONG ambientalista Bosques Para Cachapoal», pues «fue alertado por el presidente del Comité de Agua Potable Rural de Las Cabras sobre la grave situación acontecida en el cerro El Chivato de Quilicura; allí, la empresa Tralcán había talado 40 hectáreas de bosque nativo centenario, haciendo uso de un permiso que le entregó CONAF, sin un mínimo apego a la ley». El entrante ministro de la Segpres, Giorgio Jackson, manifestó que el equipo del presidente Boric estaba informado de la querella antes de su designación, mientras que el presidente de la Sociedad Nacional de Agricultura, Cristián Allendes, le bajó el perfil a la polémica reconociendo el rol de activista medioambiental de Valenzuela.

## Obra escrita
- Fragmentos de una generación (1987)
- Cómo ganarle a la rabia (1988), con Óscar Mac-Clure Hortal.
- Matilde espera carta de Alemania (novela, 1994)
- Pichilemu Blues (novela, 1996)
- La fecundidad de un gobierno local (1997)
- Alegato histórico regionalista (1999)
- El fantasma federal en Chile: la potencia de la reforma regional (2003)
- Soborno sour (novela, 2005)
- La voz terrible: Infante y el Valdiviano federal (2008)
- Nahual Maya: los días con sentido (2012)
- Dios, Marx... y el MAPU (2014)
- La Conversión de los socialistas chilenos (2014)
- Manual de Ciencia Política: Herramientas para la comprensión de la disciplina (2014)
- Descentralización Ya (2015)
- Territorios Rebeldes (2015)

## Historial electoral

### Elecciones municipales de 1992
- Elecciones municipales de 1992, para la alcaldía de  Rancagua[18]

(Se consideran sólo los candidatos que resultaron elegidos para el Concejo Municipal)

### Elecciones parlamentarias de 2001
- Elecciones parlamentarias de 2001, candidato a diputado por el distrito 32 (Rancagua)[19]

### Elecciones parlamentarias de 2005
- Elecciones parlamentarias de 2005, candidato a diputado por el distrito 32 (Rancagua)[20]

### Elecciones parlamentarias de 2009
- Elecciones parlamentarias de 2009, candidato a diputado por el distrito 32 (Rancagua)[21]

### Elecciones de consejeros regionales de 2017
- Elecciones de consejero regional por la circunscripción Cachapoal I (Rancagua)[22]

### Elecciones primarias internas de Gobernador regional 2021
- Primarias de gobernadores regionales del Frente Amplio y Chile Digno de 2021 por la Región de O'higgins [23]

### Elecciones de Gobernador regional de 2021
- Elección de gobernador regional de O'Higgins de 2021

### Elecciones de consejeros regionales de 2021
- Elecciones de consejero regional,por la circunscripción Cachapoal II (Codegua, Coinco, Coltauco, Doñihue, Graneros, Las Cabras, Machalí, Malloa, Mostazal, Olivar, Peumo, Pichidegua, Quinta de Tilcoco, Rengo, Requínoa, San Vicente)[24][25]